# IFEX (tổ chức)
Tổ chức IFEX, chữ viết tắt của International Freedom of Expression Exchange network, là một mạng lưới toàn cầu của 119 tổ chức độc lập phi chính phủ
 làm việc ở cấp địa phương, quốc gia và quốc tế để bảo vệ và khuyến khích Tự do ngôn luận như là một quyền căn bản của con người.

## Lịch sử
IFEX được thành lập vào năm 1992 tại Montréal, Canada, bởi một nhóm các tổ chức để đối đáp với những vi phạm về quyền tự do ngôn luận trên khắp thế giới.

## Hoạt động
Công việc thường ngày của tổ chức được thực hiện bởi nhân viên IFEX tại Toronto, Canada, và được quản lý bởi thành viên IFEX hội ký giả Canada tranh đấu cho quyền tự do ngôn luận (Canadian Journalists for Free Expression).
Nhiệm vụ của IFEX là chia sẻ các thông tin và động viên các hành động về các vấn đề như tự do báo chí, kiểm duyệt Internet, quyền được truy cập các thông tin của các cơ quan chính quyền, luật lệ và các xâm phạm quyền tự do ngôn luận.

## Hoạt động của IFEX liên quan đến Việt Nam
Tháng 3 năm 2013 IFEX đã vinh danh 7 phụ nữ của nhiều quốc gia trong đó có Blogger Nguyễn Hoàng Vi của Việt Nam vì đã có những nỗ lực tranh đấu cho quyền tự do phát biểu.

Trả lời IFEX, Nguyễn Hoàng Vi phát biểu:
"Chúng tôi không cho phép nỗi sợ hãi làm tê liệt bản thân mình. Trong tận cùng tâm thức, chúng tôi nhận ra rằng nên tha thứ tất cả những gì họ đã làm trên thân xác của chúng tôi. Tuy nhiên tha thứ không có nghĩa là chấp nhận.
Chúng tôi phải cho họ biết rằng những gì chúng tôi làm không dựa trên hận thù của cá nhân đối với kẻ gây ra; chúng tôi hành động chỉ để bảo vệ những quyền căn bản của chúng tôi, những quyền mà họ đang có cũng như tất cả chúng tôi phải có."
Tháng 1 năm 2018, IFEX đã vinh danh nữ ca sĩ Mai Khôi trong "Top 10 hoạt động phản kháng nghệ thuật" . Danh sách này bao gồm những nghệ sĩ từ khắp nơi trên thế giới có những hoạt động nghệ thuật bị nhà cầm quyền đàn áp và bản thân họ cũng bị đe dọa, hành hung, truy tố hay thậm chí còn bị đưa vào tù.
Trả lời phỏng vấn của Tổ chức Freemuse, Khôi chia sẻ: "Tôi không có bị chính thức cấm hát, nhưng không ai cho tôi hát vì họ sợ bị gặp rắc rối [...] Giống như là họ không giết tôi, nhưng cũng chẳng để tôi sống."